# The Angriest Dog in the World
The Angriest Dog in the World é uma história em quadrinhos criada pelo cineasta David Lynch, publicada semanalmente pela Los Angeles Reader entre 1983 e 1992. A tira é introduzida com uma pequena legenda:
O cachorro é tão irritado que não pode se mover. Não pode comer. Não pode dormir. Ele mal pode apenas rosnar. Resignado a tanta força de tensão e raiva, ele se aproxima de um estado de rigor mortis.